# Timo Kivinen
Timo Pekka Kivinen, född 8 december 1959 i Villmanstrand, är en finländsk general som mellan 1 augusti 2019 och 31 mars 2024 var kommendör för försvarsmakten. 

## Biografi
Kivinen har under sin karriär innehaft uppdrag såväl i hemlandet som utomlands. Han har verkat som chef för Huvudstaben sedan år 2017. Före det har Kivinen tjänstgjort bland annat som försvarsmaktens strategichef, kommendör för Karelska brigaden, biträdande avdelningschef vid Huvudstaben, i ledande uppgifter vid Försvarshögskolan, kommendör för Uttis jägarbrigad samt militärattaché i Budapest. Kivinen avlade examen för generalstabsofficerare år 1993 och han befordrades till generallöjtnant år 2016.
Timo Kivinen är gift med Maarit Kivinen och har fyra barn.

## Utmärkelser
- Riddartecknet av I klass av Finlands Lejons orden,  4 juni 1998[6]
- Militärens förtjänstmedalj,  4 juni 2005[7]
- Kommendörstecknet av Finlands Lejons orden,  4 juni 2010[6]
- Försvarsgillenas förtjänstmedalj,  4 juni 2013[8]
- Förtjänstmedaljen för befolkningsskyddsarbete av 1. klass,  27 februari 2018[9]
- Finlands Reservofficersförbunds förtjänstmedalj i guld,  4 juni 2018[10]
- Frihetskorsets 1. klass med kraschan,  4 juni 2018[11]
- Kommendör med stora korset av Nordstjärneorden,  17 september 2021[12]
- Storkorset av Finlands Vita Ros’ orden,  4 juni 2022[13]
- Krigsinvalidernas förtjänstkors,  2023[14]
- Förtjänstorden, första rangen,  28 december 2023[15]
- NATO-medaljen för forna Jugoslavien

[Redigera Wikidata]